# Claude Le Jeune
Claude Le Jeune (Valenciennes ~1528/1530 – Párizs 1600) francia zeneszerző.

## Hangminta
| Revecy venir du printemps; részlet: |
|                                     |